# Spigelia chiapensis
Spigelia chiapensis är en tvåhjärtbladig växtart som beskrevs av K.R. Gould. Spigelia chiapensis ingår i släktet Spigelia och familjen Loganiaceae. Inga underarter finns listade i Catalogue of Life.